# Lob (tênis)

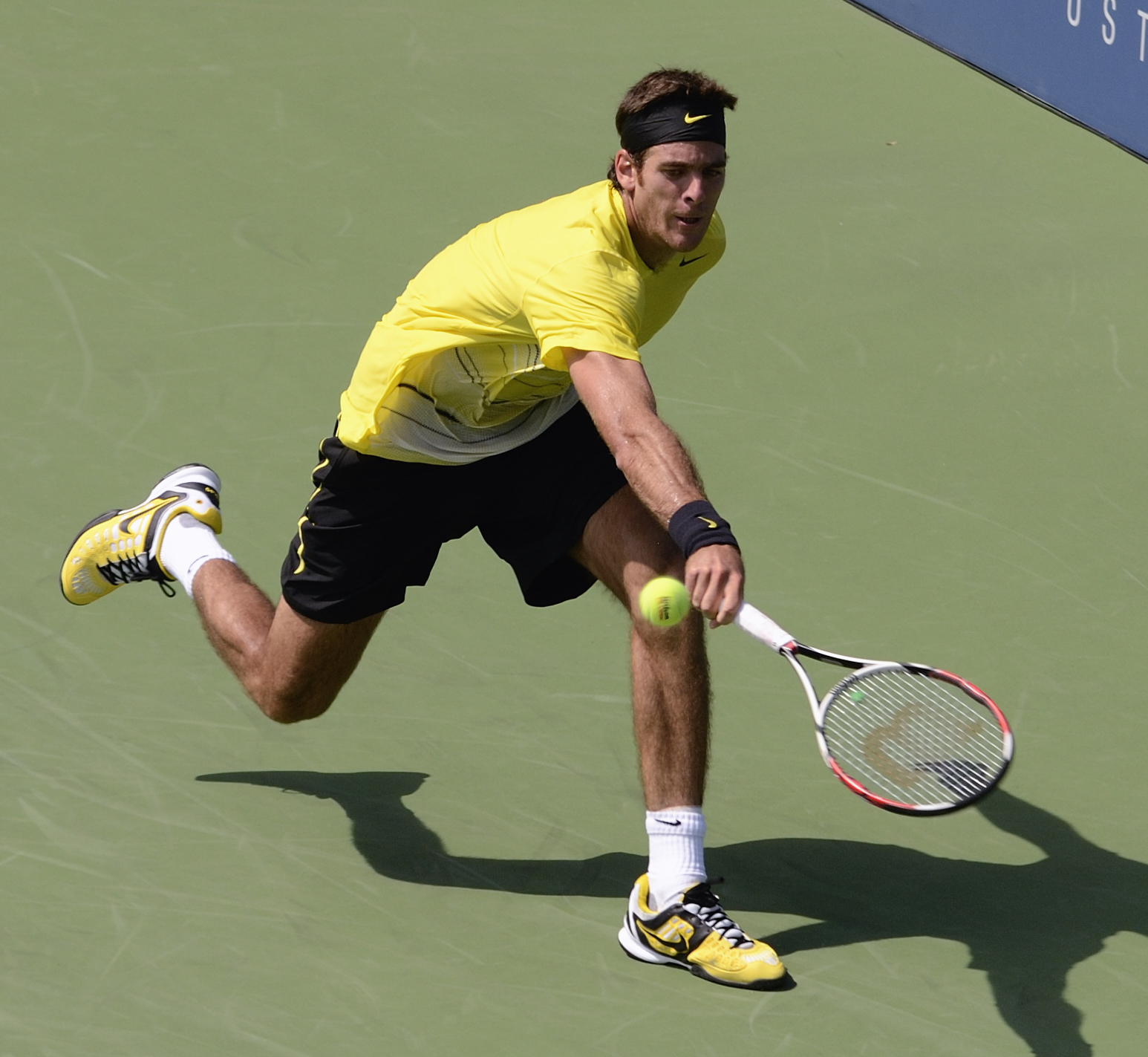
Lob defensivo

Um lob em tênis é a jogada na qual o tenista da um golpe alto para encobrir o tenista do lado oposto. Ele pode ser um golpe ofensivo ou defensivo varia de acordo com a situação. É um golpe desmoralizante.

## História
O lob foi introduzido pelo segundo Wimbledon, Frank Hadow contra Spencer Gore. Por esta razão Hadow era conhecido como o "loftiest champion" algo como estimado campão.

## Jogadores que utilizam o lob como recurso
- Mats Wilander
- Jimmy Connors
- Chris Evert
- Ilie Năstase
- Roger Federer
- Rafael Nadal
- Novak Djokovic
- Andy Murray
- Grigor Dimitrov
- Guillermo Canas
- Michael Chang
- Andre Agassi
- Pete Sampras
- Lleyton Hewitt
- Martina Hingis
- Jelena Janković
- Kim Clijsters
- Caroline Wozniacki
- Justine Henin
- Agnieszka Radwańska
- Maria Sharapova
- Arthur Machado